# Пиетрадефузи
Пиетрадефу̀зи (на италиански: Pietradefusi; на неаполитански: 'A Preta, А Прета) е село и община в Южна Италия, провинция Авелино, регион Кампания. Разположено е на 400 m надморска височина. Населението на общината е 2470 души (към 2010 г.).